# Rerum orientalium

Wappen von Papst Pius XI.

In  seiner Enzyklika Rerum orientalium  vom 8. September 1928 betonte der römisch-katholische Papst Pius XI., dass bei  der Ausbildung  in den Priesterseminaren Wert auf das Kennenlernen der orientalischen Kirchen gelegt werden  solle. Der deutsche Untertitel lautet: „Rundschreiben über die Förderung der Orientkunde“.

## Zur Förderung der Orientkunde
Der Papst fordert die Bischöfe auf, dafür zu sorgen, dass die Theologiekandidaten in Lehre und Riten der Orientalen eingeführt werden. Hierzu schreibt er:

„Wir wissen wohl, dass es Sache der katholischen Universitäten ist, eine besondere Fakultät für Orientkunde einzurichten. Zu Paris, Löwen, Lille hat man, von Uns selbst angeregt und gefördert, schon begonnen, dieser Pflicht nachzukommen. ... Desgleichen freuen Wir Uns, dass auch an einigen anderen theologischen Unterrichtsanstalten, sogar auf staatliche Kosten, ... solche Lehrstühle für Orientwissenschaft jüngst errichtet wurden.“

## Entwicklung der Orientkirche
Einen breiten Raum nimmt der historische Rückblick ein, der Papst beschreibt die Entwicklungen, hebt bedeutende Kirchenväter, Konzile, Päpste und Einrichtungen hervor und entwickelt daraus seine Gedanken zur Förderung der Orientkunde. 

### Missionare und Kirchenlehrer
Kyrill von Saloniki war ein bedeutender Missionar im slawischen Raum und trat kurz vor seinem Tod in ein griechisches Kloster ein. Method von Saloniki arbeitete zusammen mit seinem Bruder Kyrill in der Slawenmission. Es gelang ihnen, zwischen den griechisch-byzantinischen und den römisch-deutschen Einflüssen zu vermitteln und das Christentum bei den Slawen zu verbreiten. Diese Tatsache habe auch schon sein Vorgänger Leo XIII. mit seiner Enzyklika „Grande munus“ (1880) gewürdigt.
Zu der Thematik über Wahrheit und Gerechtigkeit nennt Pius XI. die Werke des Heiligen Anselm von Canterbury als beispielgebend. Als einen weiteren großen Unterstützer der Orientkunde beschrieb er Papst Gregor XVI. (1831–1846), der schon in seiner Zeit als Generalprokurator und später als General seines Ordens die Mission in den slawischen Ländern und insbesondere in Russland vorangetrieben hatte.

### Konzile
Das von Papst Gregor X. einberufene Zweite Konzil von Lyon (1274) hatte drei wichtige Fragen entschieden, eine davon war die Union mit den Griechen. Auf dem Konzil von Vienne (1311–1322), welches von Clemens V. einberufen war, hatte man beschlossen, dass in den Universitäten Paris, Oxford, Bologna und Salamanca Lehrstühle für Hebräisch, Arabisch und Chaldäisch einzurichten seien. Erfreut teilte Pius XI. mit, dass auf dem Ersten Vatikanischen Konzil (1869–1870)  ein Drittel der Teilnehmer aus außereuropäischen Ländern kam und dass sich unter ihnen 61 Mitbrüder aus den unierten Ostkirchen befanden. 

### Förderung an Universitäten und Instituten
Als Förderer der Orientkunde sprach er den beiden Päpsten Bonifatius III. (607) vormals päpstlicher Gesandter in Konstantinopel und Clemens IV. (1265–1269) seine Anerkennung aus, beide hätten die arabische und griechische Sprache bei der Priesterausbildung unterstützt. Schließlich war es dann Papst Benedikt XV. der mit seinem Motu Proprio „Orientis catholici“ (15. Oktober 1917) die Gründung der Kongregation für die östlichen Kirchen festlegte und mit dem Apostolischen Schreiben „Quod nobis“ (25. September 1920) die Gründung des Päpstlichen Orientalischen Instituts genehmigte.

## Förderung der Orientkunde
Das oberste Gebot war für Pius XI. die Einheit der Christen, wie er auch schon in seiner Enzyklika „Mortalium animos“ (6. Januar 1928) zum Ausdruck gebracht hatte. Die Förderung der orientalischen Kultur müsse daher immer im Einklang und in Einheit mit der katholischen Kirche erfolgen, erklärt er. Die Ausbildung der Professoren und Verantwortlichen legte er in die Hände der örtlichen Bischöfe, wobei er dringend auf die Einhaltung des kanonischen Kirchenrechts Wert legt. In den katholischen Universitäten und den örtlichen Priesterseminaren sollen die Geschichte und die Liturgie der Ostkirchen gelehrt werden. Die Lehre der Orientkunde soll auch die Kenntnisse über die Religionen, Bräuche, Sprachen und östlichen Riten vermitteln. Finanzielle Unterstützung durch den Heiligen Stuhl und die Diözesen kündigt er an und stellt gleichzeitig eine größere Summe bereit.